# Sorosit
Sorosit ist ein sehr selten vorkommendes Mineral aus der Mineralklasse der „Elemente“ mit der chemischen Zusammensetzung Cu(Sn,Sb) und damit chemisch gesehen eine natürliche Legierung aus Kupfer und Zinn mit Anteilen von Antimon.
Sorosit kristallisiert im hexagonalen Kristallsystem, konnte bisher jedoch nur in Form von bis zu 0,4 mm großen, unregelmäßigen bis hexagonalen Einschlüssen in Zinn gefunden werden. Das Mineral ist in jeder Form undurchsichtig (opak) und zeigt auf den Oberflächen der grauen, im Auflicht auch fast weiß mit einem rosa Stich erscheinenden Kristallite einen metallischen Glanz.

## Etymologie und Geschichte

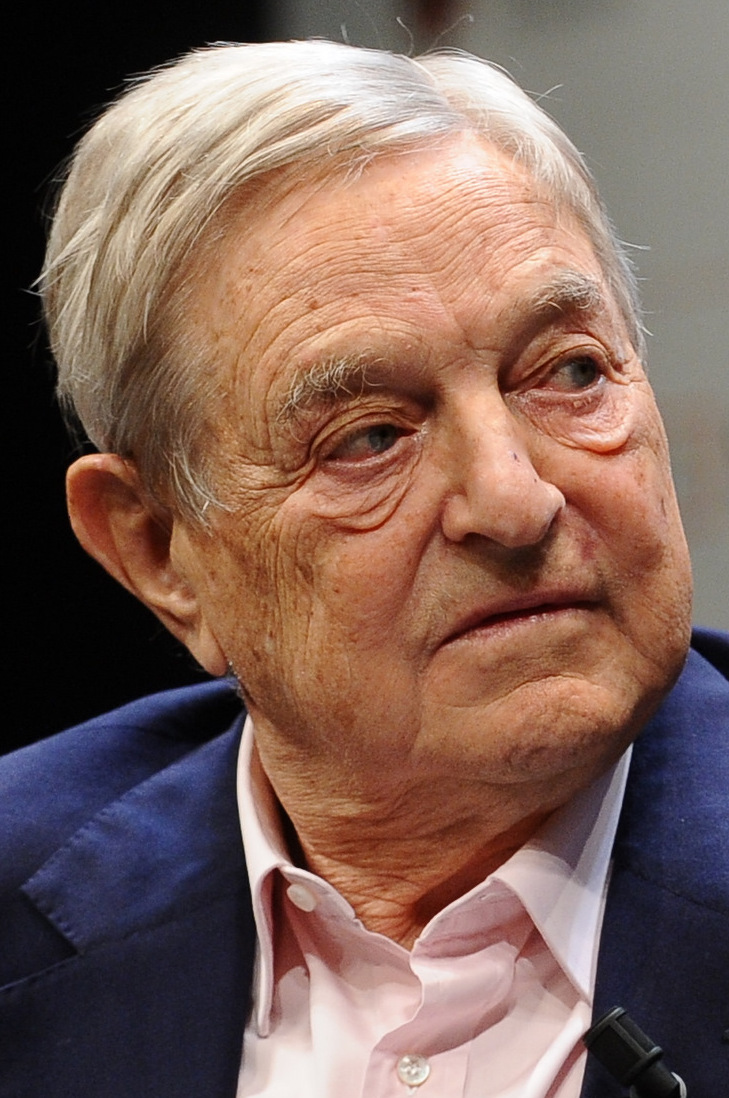
Namensgeber George Soros 2012

Entdeckt wurde das Mineral erstmals 1994 in einer Gold- und Platinmetall-Seifenlagerstätte am Fluss Baimka im Westen des Autonomen Kreises der Tschuktschen (englisch Chukotka) im russischen Föderationskreis Ferner Osten. Nach Anerkennung durch die International Mineralogical Association (IMA) erfolgte die Publikation der Erstbeschreibung von Andrei Y. Barkov, Kauko V. O. Laajoki, Stanislav S. Gornostayev, Yakov A. Pakhomovskii und Yuri P. Men’shikov 1998 im Fachmagazin American Mineralogist.
Benannt wurde das Mineral nach dem amerikanischen Bankier George Soros, um dessen Hilfe für die russische Wissenschaft zu würdigen.
Das Typmaterial des Minerals wird in der Staatlichen Bergbau-Universität Sankt Petersburg in Russland unter der Katalog-Nr. 2083/1 aufbewahrt.

## Klassifikation
Da der Sorosit erst 1994 als eigenständiges Mineral anerkannt und dies erst 1998 publiziert wurde, ist er in der seit 1977 veralteten 8. Auflage der Mineralsystematik nach Strunz noch nicht verzeichnet.
In der zuletzt 2018 überarbeiteten Lapis-Systematik nach Stefan Weiß, die formal auf der alten Systematik von Karl Hugo Strunz in der 8. Auflage basiert, erhielt das Mineral die System- und Mineralnummer II/C.20-005. Dies entspricht der Klasse der „Sulfide und Sulfosalze“ und dort der Abteilung „Sulfide mit dem Stoffmengenverhältnis Metall : S,Se,Te ≈ 1 : 1“, wo Sorosit zusammen mit Breithauptit, Cherepanovit, Freboldit, Hexatestibiopanickelit (nicht anerkannt), Kotulskit, Langisit, Nickelin, Polarit, Ruthenarsenit, Sederholmit, Sobolevskit, Stumpflit, Sudburyit, Vavřínit und Wassonit die „Nickelingruppe“ mit der Systemnummer II/C.20 bildet.
Die von der International Mineralogical Association (IMA) zuletzt 2009 aktualisierte 9. Auflage der Strunz’schen Mineralsystematik ordnet den Sorosit dagegen in die Klasse der „Elemente“ und dort in die Abteilung „Metalle und intermetallische Verbindungen“ ein. Hier ist das Mineral in der Unterabteilung „Indium-Zinn-Familie“ zu finden, wo es zusammen mit Bronze und Yuanjiangit die „Bronzegruppe“ mit der Systemnummer 1.AC.15 bildet.
In der vorwiegend im englischen Sprachraum gebräuchlichen Systematik der Minerale nach Dana hat Sorosit die System- und Mineralnummer 02.08.11.12. Das entspricht wie in der Lapis-Systematik der Klasse der „Sulfide und Sulfosalze“ und dort der Abteilung „Sulfidminerale“. Hier findet er sich innerhalb der Unterabteilung „Sulfide – einschließlich Seleniden und Telluriden – mit der Zusammensetzung AmBnXp, mit (m+n) : p = 1 : 1“ in der „Nickelingruppe (Hexagonal: P63/mmc)“, in der auch Nickelin, Breithauptit, Sederholmit, Hexatestibiopanickelit, Sudburyit, Kotulskit, Sobolevskit, Stumpflit, Langisit, Freboldit, Achávalit und Vavřínit eingeordnet sind.

## Chemismus
Die chemische Zusammensetzung für Sorosit wurde 2006 von Andrei Y. Barkov, Robert F. Martin und Lang Shi revidiert und durch die Formel (Cu,Fe)1+x(Sn,Sb) mit 0,1 ≤ x ≤ 0,2 beschrieben. Dies entspricht der idealisierten Formel Cu1+x(Sn,Sb), die von der IMA übernommen wurde.
Die Mikrosonden-Analyse an drei Proben des Typmaterials aus der Lagerstätte Baimka in Russland ergab einen Massenanteil von 35,96 bis 37,58 Gew.-% Kupfer (Cu), 56,43 bis 57,51 Gew.-% Zinn (Sn) und 4,30 bis 5,23 Gew.-% Antimon (Sb). Zusätzlich wurden geringe Fremdbeimengungen von 0,69 bis 1,47 Gew.-% Eisen (Fe) und 0,44 bis 0,64 Gew.-% Nickel (Ni) sowie in einer Probe Spuren von Cobalt (Co) bis 0,02 Gew.-% gemessen.
Der Anteil von Antimon als Ersatz für Zinn ist signifikant und beträgt im Typmaterial bis zu 0,1 apfu (Atome pro Formeleinheit). Wahrscheinlich könnten aber – verglichen mit dem synthetischen Äquivalent von Sorosit – bis zu 0,3 apfu Antimon eingebaut werden.

## Kristallstruktur
Sorosit kristallisiert im hexagonalen Kristallsystem mit der Raumgruppe P63/mmc (Raumgruppen-Nr. 194) mit den Gitterparametern a = 4,22 Å und c = 5,12 Å sowie zwei Formeleinheiten pro Elementarzelle.

## Bildung und Fundorte
Sorosit bildet sich als Sekundärmineral unter schwefelarmen reduzierenden Bedingungen. Als Begleitminerale können unter anderem gediegen Zinn und Blei, Stistait, Herzenbergit und Kassiterit auftreten.
Sorosit gehört zu den sehr seltenen Mineralbildungen, das bisher nur in wenigen Proben aus weniger als 10 Fundorten weltweit bekannt wurde. Seine Typlokalität, die Gold- und Platinmetall-Seifenlagerstätte am Baimka im Autonomen Kreis der Tschuktschen ist dabei der bisher einzige bekannte Fundort in Russland.
In der Schweiz fand sich das Mineral in den Sedimenten eines postglazialen Entwässerungs-Kanals nahe Gland VD im Bezirk Nyon des Kantons Waadt. Fundorte in Deutschland und Österreich sind bisher nicht bekannt.
Weitere bekannte Fundorte sind die Dunns Plains am Arthur River auf der zu Australien gehörenden Insel Tasmanien, die Kupfergrube Assarel (auch Asarel) bei Panagjurischte (englisch Panagyurishte) in Bulgarien, der Tamaña River in der Gemeinde (Municipio) Nóvita im kolumbianischen Departamento del Chocó sowie der derzeit inaktive hydrothermale Hügel Mir im Hydrothermalfeld der transatlantischen Geotraverse (Trans-Atlantic Geotraverse hydrothermal field, TAG) des mittelatlantischen Rückens.